# 홍덕문
홍덕문은 한말의 애국지사. 휘는 병준(秉俊)이며, 본관은 남양이다. 1919년 3·1만세 운동이 일어나자 음력 2월 25일(동두천 장날) 정오에 1천여 명의 군중을 이끌고 선두에 서서 만세시위를 전개했다. 그 후 일본 헌병에게 체포되어 갖은 고문을 당했으나 조금도 굴하지 않고 조선의 독립을 주장했다. 출옥한 후에는 일본 헌병이 가한 형독으로 인하여 수년 후 향리인 걸산동에서 세상을 떠났다. 1975년에 시민의 성금을 모아 소요산 입구에 추모비를 세웠다. 화강암으로 된 비신의 앞면에는 애국지사 홍덕문 추모비라고 음각했고, 뒷면에는 선생의 행적을 새겼다.